# Hartvik
Hartvik (Chartuitius, Carthvitus, Cartvicus, Chartvirgus, Hartvicus, Hartwick) 1088–1105 között győri püspök, akinek legfőbb műve egy  Kálmán korában 1112 és 1116 között készült egyházi legenda. III. Ince pápa 1201-es rendelkezése óta, amikor némi módosítással jóváhagyta a szövegét, Szent István hivatalos életrajza. Történeti forrásértékét elsősorban megírásának célja határozza meg.

## Élete
Czvittinger Dávid magyarnak mondja s korát Timon után a tizenegyedik századba helyezi; Kálmán hercegnek, I. Endre fiának nevelője volt. A legáltalánosabb vélemény úgy tartja, hogy német származású. Előbb magdeburgi, majd  1105-től 1126-ig regensburgi püspök volt. Utóbbi minőségében jött Magyarországra V. Henrik császárral és itt két évig tartózkodott. A magyar királyi házzal is rokonságban állt, és Könyves Kálmán király meghagyásából Székesfehérváron írta Szent István király életének történetét és azt Kálmán királynak ajánlotta. Pauler Gyula győri püspöknek tartja, akinek a neve Arduin volt, és akit Kálmán király 1097-ben feleségért Szicíliába küldött, 1103-ban pedig Seraphin érsek oldalánál szerepelt.

## Munkái
Hartvik Árpád-kori legendák közé tartozó művének fő forrásául István király kisebb és nagyobb legendáját használta. Történészek véleménye szerint István király életéről írt legendáknak politikai vetületük is volt, ezért elképzelhetőnek tartják, hogy Hartvik püspök torzíthatta az eseményeket.
Szent István király Hartvik püspök legendájának leírása szerint “…Szellemének fiatalkorában felvett szigorát élete végéig megőrizte. Alig nyílt ajka nevetésre…” Természetesen a forrásokban szegény történelmi időszakok minden apró töredékének, oklevélrészletnek, a krónikák, geszták, legendák valamennyi igazolható adatának kiemelkedő szerepe lehet a történészek számára.
Vita Stephani regis Hungariae. Cracoviae, 1540. (Legelső kiadása Velencében 1498-ban Legendae Sanctorum regni Hungariae című gyűjteményben jelent meg; már ekkor fölhasználta volt Temesvári Pelbárt Pomerium sermonum de sanctis pars aestivalis című gyűjteményében, mely 1489-ben jelent meg először; a velencei első kiadást Surius Lőrinc karthauzi barát is fölvette 1578-ban nagy legendagyűjteményébe; azonban ennél sokkal jobb a Bongarsius-féle kiadás a Rerum Hung. Script. Varii című gyűjteményben 1600; jeles kiadás a Schwandtner-féle 1746-ból Scriptoresei közt; Endlicher Rerum Hung. Monumenta, Sangalli 1849, című gyűjteményében szintén fölvette; a jobbak közé tartozik még a Podhradczky-féle 1836 budai kiadás, Hartvik életrajzával, bíráló jegyzésekkel és hasonmással; kiadta még Érdy János magyar fordításban Pesten 1854.) A legjobb kiadás Mátyás Flóriáné (Pécs, 1881.)
A legenda legrégibb alakban egy 12. századbeli kódexben maradt fenn, mely 1814-ig Majna-Frankfurt város birtokában volt és ezt a városi tanács József nádor közbenjárására a Magyar Nemzeti Múzeumnak ajándékozta. Schwartz Gottfried iglói superintendens, Halléban kiadott munkájában kétségbe vonta Hartvik jelen művének hitelességét, melyet aztán Stiltingius János jezsuita védelmezett Győrben 1747-ben következő kiadásában: Vita S. Stephani regis Hungariae ex latinis et graecis aliorumque gentium monumentis collecta, digesta commentariis et observationibus illustrata, in qua Joannis Schwartzii Hungari heterodoxi adversus initia religionis apud Hungaros christianae et Anglicam Regni Hungariae coronam calumniae refutantur.
Hartvik hitelessége kétséges, mivel a legendák műfaji sajátosságaik miatt, forrásértéküket tekintve megkérdőjelezhetőek; főforrásul a szent király kisebb és nagyobb legendáját s a Szent István országlása alatt írt királyi könyvet használta.